# Karl Molitor (Bibliothekar)

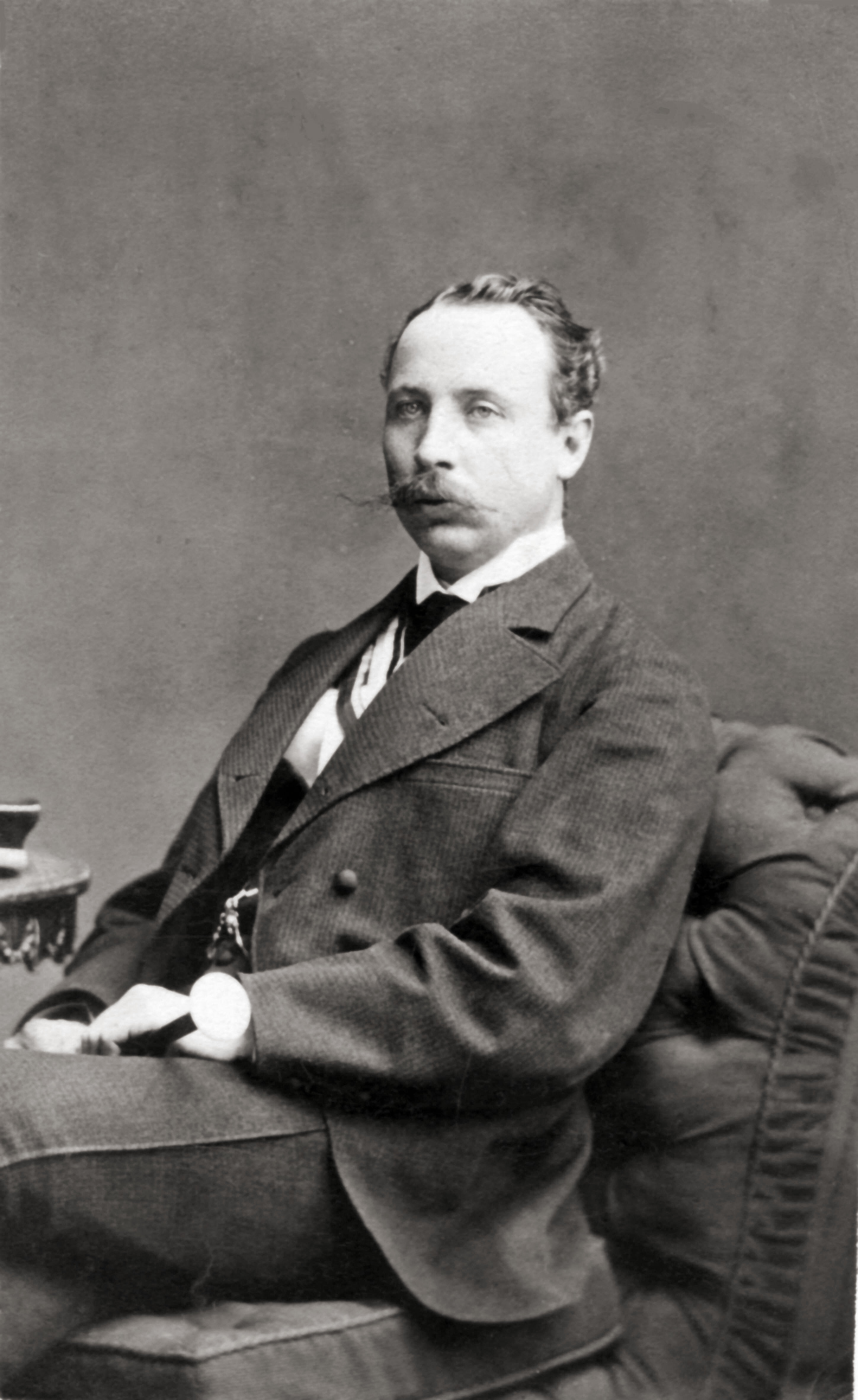
Karl Molitor

Karl Molitor (* 4. April 1847 in Bad Langenbrücken, Kreis Karlsruhe; † 7. September 1924 in Göttingen) war ein deutscher Bibliothekar.

## Leben
Molitor begann an der Albert-Ludwigs-Universität Freiburg Rechtswissenschaft zu studieren und wurde 1866 im Corps Suevia Freiburg recipiert. An die Ludwig-Maximilians-Universität München gewechselt, war er  beim Corps Suevia München der erste fremde Corpsbursche, der nach Suevias Umwandlung vom Lebenscorps zum Waffencorps am 4. Juni 1867 aktiv wurde.
Als Inaktiver studierte er an der Ruprecht-Karls-Universität Heidelberg, der Friedrich-Wilhelms-Universität zu Berlin, der Universität Jena und der Königlichen Universität zu Greifswald Geschichte und Literaturwissenschaft.  Er nahm am Deutsch-Französischen Krieg teil. Ab 1873 bibliothekarischer Hilfsarbeiter an der Großherzoglichen Hofbibliothek Karlsruhe, schrieb er seine Doktorarbeit über das Elsass im Dreißigjährigen Krieg. 1875 wurde er zum Dr. phil. promoviert. Im selben Jahr ging er als Bibliothekar an die Universitätsbibliothek Greifswald. 1876 wechselte er als Kustos an die Königliche und Universitätsbibliothek Königsberg. Ab 1885 war er sechs Jahre an der Universitätsbibliothek Göttingen. 1891 zum Vorstand der Paulinischen Bibliothek Münster ernannt, betrieb er ihre Umgestaltung zur modernen Bibliothek. Seit 1894 offiziell Direktor, trat er 1914 in den Ruhestand.  In seinem Sterbejahr wurde er noch Corpsschleifenträger von Brunsviga Göttingen. Der Jurist Erich Molitor ist ein Sohn.